# Харуе Сато
Харуе Сато (јап. 佐藤 春詠; 1. јануар 1976) бивша је јапанска фудбалерка.

## Репрезентација
За репрезентацију Јапана дебитовала је 2000. године. За тај тим одиграла је 17 утакмица и постигла је 4 гола.

## Статистика
| Јапан  | Јапан | Јапан |
| Год.   | Ута.  | Гол.  |
| ------ | ----- | ----- |
| 2000   | 4     | 1     |
| 2001   | 9     | 3     |
| 2002   | 4     | 0     |
| Укупно | 17    | 4     |